# Mazen El-Kamash
Mazen El-Kamash (en arabe : مازن القماش), né le 20 juillet 1995, est un nageur égyptien.

## Carrière
Aux Jeux africains de 2015 à Brazzaville, Mazen El-Kamash est médaillé d'argent du 50 mètres nage libre.

## Famille
Il est le frère de Marwan El-Kamash et le jumeau de Youssef El-Kamash.